# EDTV
 (juin 2023).
Si vous disposez d'ouvrages ou d'articles de référence ou si vous connaissez des sites web de qualité traitant du thème abordé ici, merci de compléter l'article en donnant les références utiles à sa vérifiabilité et en les liant à la section « Notes et références ».
Pour les articles homonymes, voir Edtv.
Enhanced-definition television, extended-definition television, et EDTV sont des sigles du CEA (Consumer Electronics Association) pour certains formats et appareils vidéos.
Le sigle EDTV identifie les formats vidéo dépassant la norme SDTV (NTSC, PAL et SECAM), sans pour autant atteindre les normes HD.
Le format EDTV ne peut être véhiculé par les câbles composite et S-Video, et donc implique obligatoirement l'utilisation de câbles RVB ou YUV, ou d'une prise Péritel utilisée en RVB.
Puisque le signal EDTV est progressif, il présente une résolution apparente plus forte que son équivalent SDTV, et il n'est pas sujet à des artéfacts de désentrelacement. Il donne de ce fait de bien meilleurs résultats lors de l'affichage sur un téléviseur HD.
Le format EDTV est utilisé par les lecteurs DVD qui se chargent du désentrelacement (scan progressif), et par les consoles de jeux récentes (à partir de l'année 2000). Attention, même si la console le permet et qu'elle est branchée et paramétrée correctement, tous les jeux ne supportent pas ce format.